# Alien Nation (film 1988)
Alien Nation è un film del 1988 diretto da Graham Baker. È un thriller d'azione, fantascientifico e poliziesco che ha per protagonista una coppia di poliziotti del futuro, Matthew Sykes e Sam Francisco, il primo terrestre e il secondo alieno.

## Trama
Una popolazione di profughi alieni trova rifugio sulla Terra di oggi. Malgrado la loro mitezza, l'integrazione con i terrestri è difficile e la maggior parte finisce per vivere in ghetti. A complicare la situazione, si inserisce il consumo di una speciale droga che crea alla comunità aliena gravi problemi legati alla tossicodipendenza. Due poliziotti, un terrestre e un alieno, cercano di sgominare la banda di malviventi che producono la droga.

## Distribuzione
Il film è stato distribuito nelle sale cinematografiche statunitensi e canadesi il 7 ottobre 1988. In Italia è stato proiettato nei cinema a partire dal 3 febbraio 1989.
Nell'edizione in home video in italiano, il film è stato distribuito col titolo Alien Nation - Nazione di alieni.

## Accoglienza

### Critica
Secondo Fantafilm, il film costituisce un tentativo di trasportare in campo fantascientifico i temi del razzismo, dell'emarginazione e dell'illegalità legata alla tossicodipendenza. In particolare è stato costruito un parallelismo tra comunità aliena (del film) e i ghetti neri delle metropoli nordamericane (o almeno l'immagine più nera di essi). Un altro elemento portante è il rapporto di reciproco rispetto che si sviluppa tra i due protagonisti: inizialmente il poliziotto umano è ostile al poliziotto alieno. Il film ha il ritmo e la costruzione tipica di un poliziesco d'azione. Fantafilm sintetizza: "Il tema della coppia di poliziotti rivisitato in un buon thriller fantascientifico con un esplicito messaggio antirazzista."

## Riconoscimenti
- Saturn Award
  - 1988 - Miglior film di fantascienza

## Opere derivate
Del film è stato prodotto un remake per la televisione nel 1989, sempre intitolato Alien Nation, da cui è stata poi tratta, per opera di Kenneth Johnson la serie televisiva omonima, seguita da cinque film per la televisione: Alien Nation: Dark Horizon (1994), Body and Soul (1995), Millennium (1996), The Enemy Within (1996), The Udara Legacy (1997), oltre a vari adattamenti a fumetti e una serie di romanzi di vari autori.
Nel marzo 2015 viene diffusa la notizia che la 20th Century Fox starebbe preparando un secondo remake del film. A scrivere la sceneggiatura di questa nuova versione sarebbero Matt Holloway e Art Marcum, autori della sceneggiatura di Iron Man.. A settembre 2016 viene annunciato che il regista Jeff Nichols avrebbe diretto il film. Dopo diverse vicissitudini, nel giugno 2024 è stato annunciato che Nichols sta lavorando alla produzione del film per la Paramount Pictures.